# Germán Pezzella
Germán Alejo Pezzella, född 27 juni 1991, är en argentinsk fotbollsspelare som spelar för Real Betis.

## Klubbkarriär
Pezzella lånades ut av Betis till Fiorentina över säsongen 2017/2018. I maj 2018 värvades Pezzella av Fiorentina, där han skrev på ett fyraårskontrakt.
Den 19 augusti 2021 blev Pezzella klar för en återkomst till Betis, där han skrev på ett fyraårskontrakt.

## Landslagskarriär
Pezzella debuterade för Argentinas landslag den 11 november 2017 i en 1–0-vinst över Ryssland.  I maj 2019 blev han uttagen i Argentinas trupp till Copa América 2019. Pezzella var också en del av Argentinas vinnande VM trupp 2022 i Qatar. 

## Meriter
River Plate
- Primera Division: 2013/2014
- Copa Campeonato: 2013/2014
- Primera B Nacional: 2011/2012
- Copa Libertadores: 2015
- Copa Sudamericana: 2014
- Recopa Sudamericana: 2015

Real Betis
- Copa del Rey: 2021/2022

Argentina
- Världsmästerskapet: 2022
- Copa América: 2021
- CONMEBOL–UEFA Cup of Champions: 2022